# María bonita (álbum)
María bonita es el nombre del séptimo álbum de estudio y sexto realizado en español grabado por el intérprete mexicano Manuel Mijares. Fue lanzado al mercado por la empresa discográfica EMI Capitol de México el 19 de julio de 1992; el álbum es un tributo a la actriz mexicana María Félix.

## Historia
Durante la emisión de uno de los principales programas de televisión nocturnos de la televisión mexicana, Verónica Castro y Jacobo Zabludowsky entrevistan a la actriz mexicana María Félix; la cual solicita que Mijares le cante durante el show; el cantante interpreta algunos boleros de la Época de Oro del cine mexicano;  La transmisión es todo un éxito y de ahí se comenzó a desarrollar la idea de crear este álbum.
El álbum fue producido por Bebu Silvetti y el cual contiene boleros de Agustín Lara, José Alfredo Jiménez, Tomás Méndez, Bobby Capó y Oswaldo Farrés, entre otros.

## Promoción y logros
Durante la gira que realiza para promoción de este álbum se presenta en varias localidades de España, además de presentarse en el “Orange Bowl” y en el “Salón Tropigala” de Miami, así como por la República Mexicana, Centro y Sudamérica con gran éxito.
Este álbum tuvo una magnífica respuesta en el extranjero, más que en México, donde se lograron vender más de 400 mil copias.

## Lista de canciones

### María bonita (Edición LP)
| Lado A |                                               |                      |          |  |
| N.º    | Título                                        | Escritor(es)         | Duración |  |
| 1.     | «María Bonita»                                | Agustín Lara         | 3:42     |  |
| 2.     | «Ella/ Cuando vivas conmigo/ Que bonito amor» | José Alfredo Jiménez | 4:04     |  |
| 3.     | «Quizá, quizá, quizá»                         | Oswaldo Farres       | 3:00     |  |
| 4.     | «La Magaleña»                                 | Elpidio Ramírez      | 3:38     |  |
| 5.     | «Ansiedad»                                    | J. Sarabia           | 4:30     |  |
| 6.     | «Palabras de mujer»                           | Agustín Lara         | 3:29     |  |

| Lado B |                                                    |                      |          |  |
| N.º    | Título                                             | Escritor(es)         | Duración |  |
| 1.     | «Noche de ronda»                                   | Agustín Lara         | 4:08     |  |
| 2.     | «Piel canela»                                      | Boby Capo            | 3:20     |  |
| 3.     | «Mujer»                                            | Agustín Lara         | 4:14     |  |
| 4.     | «La media vuelta/ Retirada/ Amanecí en tus brazos» | José Alfredo Jiménez | 6:57     |  |
| 5.     | «Cucurrucucú paloma»                               | Tomás Méndez         | 4:05     |  |

## Sencillos
- «María Bonita»
- «Piel canela»
- «Quizá, quizá, quizá»

### Posicionamientos
| #  | Título                | México | Hot Latin Tracks Estados Unidos | Argentina | Costa Rica | Chile | Colombia | Venezuela | Uruguay |
| -- | --------------------- | ------ | ------------------------------- | --------- | ---------- | ----- | -------- | --------- | ------- |
| 1. | "María Bonita"        | #1     | #4                              | #3        | #1         | #1    | #5       | #2        | #1      |
| 2. | "Piel canela"         | #1     | #3                              | #10       | #6         | #3    | #1       | #6        | #1      |
| 3. | "Quizá, quizá, quizá" | #2     | #1                              | #3        | #2         | #3    | #1       | #1        | #3      |

### Posicionamientos del álbum
El álbum logró la 5.ª posición en Billboard Álbumes de Pop latino